# Tornos spinosus
Tornos spinosus là một loài bướm đêm trong họ Geometridae.